# Wast Water
Wast Water oder Wastwater  ist ein See im nordenglischen Nationalpark Lake District und liegt im Tal Wasdale. Er ist etwa 4,6 Kilometer lang, 600 Meter breit und ist der tiefste See Englands. Sein Wasserspiegel liegt auf 60 Meter über dem Meeresspiegel, während die tiefste Stelle mit 78,6 Metern noch unter dem Meeresspiegel liegt. Er entstand in der letzten Eiszeit, als die Gletscher die Trogtäler des Lake District formten.

## Lage
Der See erstreckt sich von Nordosten nach Südwesten im Wasdale und wird im Nordwesten durch die Berge Yewbarrow und Middle Fell, im Südosten durch die steilen Wastwater Screes genannten Hänge der Berge Whin Rigg und Illgill Head begrenzt, deren rote Steine früher zum Kennzeichnen von Schafen benutzt wurden. Im Osten und Norden wird das Wasdale durch einige der höchsten Berge Englands abgeschlossen: Scafell Pike, Kirk Fell, Red Pike, Lingmell und Great Gable. Wastwater ist der Ursprung des River Irt, der nach Südwesten fließt und beim Ort Ravenglass in die Irische See mündet.

## Namensgebung
Der Name „Wastwater“ leitet sich ab vom altnordischen Vatndalr = Tal des Wassers und dem englischen Zusatz „water“, mit dem viele Seen im Lake District bezeichnet werden.

## Site of Special Scientific Interest
Der See ist seit 1987 ein Site of Special Scientific Interest. Wast Water ist ein herausragendes Beispiel für einen See mit geringem Nährstoffgehalt. Der See ist mit 290 Hektar das größte und mit einer Tiefe von 78,6 m auch das tiefste Gewässer dieses Typs in England. In seiner Umgebung befindet sich das wenigste landwirtschaftlich genutzte Land um einen See im Lake District. Das Wasser hat einen sehr geringen Mineralgehalt. Die Tier- und Pflanzenwelt des Sees ist naturbedingt sehr beschränkt. Der ansonsten in England sehr seltene Seesaibling kommt im See zahlreich vor.

## Unterwasserzwerge
Am 14. Februar 2005 berichtete die BBC News Website von einem Unterwasser-Zwergengarten. Obwohl das Wasser im See recht klar und die Sicht gut ist, gibt es nicht viel zu sehen. Vermutlich wurden deshalb Gartenzwerge dort als „Attraktion“ auf dem Seegrund aufgestellt und sogar mit einem Zaun umgeben. Nach einigen Unfällen unvorsichtiger Taucher auf der Suche nach den Zwergen, wurden diese entfernt. Man vermutet jedoch, dass sie jenseits der von Polizeitauchern erreichbaren Tiefe wieder neu aufgestellt wurden.

## Sellafield
Der See wird vom 15 km entfernten Nuklearkomplex Sellafield als Frischwasserspeicher genutzt. Der Nuclear Decommissioning Authority als Betreiber der Anlage an der Irischen See wurde eine Lizenz zur Entnahme von täglich 18.000 m³ und 6,5 Mio. m³ im Jahr erteilt.

## Tatort
Neben anderen Seen wie Coniston Water und Crummock Water war auch Wast Water Schauplatz eines Kapitalverbrechens. Der Mord an Margaret Hogg wurde bekannt als The Wasdale Lady in the Lake.
Margaret Hogg wurde von ihrem Ehemann umgebracht, ihre Leiche in einen Teppich gewickelt und mit einem Betonklotz beschwert im Wast Water versenkt. Nach acht Jahren wurde sie zufällig von Tauchern bei der Suche nach einer verschwundenen französischen Touristin entdeckt, weil sie nicht, wie geplant bei der tiefsten Stelle bis auf den Grund gesunken war, sondern an einem Felsvorsprung unter Wasser hängenblieb.

## Theaterstück
Das Stück Wastwater des britischen Dramatikers Simon Stephens hatte am 14. Mai 2011 bei den Wiener Festwochen Premiere. Seelische Abgründe um Einsamkeit, Pornografie und Kinderhandel werfen Fragen auf.

## Flugzeugwrack
Im Januar 1945 stürzte eine Maschine der RAF bei einem Übungsflug ab, als sie gegen den Gipfel des Great Gable flog. Teile des Wracks wurden 2013 im See gefunden.